# Jardim Gonçalves
Jorge Manuel Jardim Gonçalves MTCG • GCIH • ComNSC (Funchal, Santa Maria Maior, 4 de Outubro de 1935) é um empresário português.

## Biografia
Filho de Agostinho Carlos Gonçalves (1900 - 1990), comerciante, e de sua mulher Maria Bernardete Estêvão de Sousa Jardim (1899 - 1989), professora e proprietária de um colégio, Oficial da Ordem da Instrução Pública a 19 de Setembro de 1984, Jardim Gonçalves viveu na Madeira até se estabelecer no continente.
Na Universidade de Coimbra frequentou os estudos preparatórios de Engenharia Civil. Nesta estância ganhou especial afeição pela Académica, sem, no entanto, deixar de ser adepto do Marítimo. A seguir mudou-se para o Porto, onde completou a sua licenciatura em Engenharia Civil, pela Faculdade de Engenharia da Universidade do Porto, em 1961.
Voltou à Madeira para estagiar nas obras de ampliação do Aeroporto da Madeira, mas em 1962 é chamado a cumprir o serviço militar. Mobilizado para Angola, onde eclodira a Guerra do Ultramar. Cumpriu comissão como alferes do pelotão de engenharia da Companhia de Sapadores 123, do Batalhão 96, e distinguiu-se pela sua participação na Operação Viriato.
Ainda em 1962, durante a sua comissão em Angola, casou com Maria da Assunção Almeida Osório de Vasconcelos, com quem teria cinco filhos.
Em 1969 regressou à Universidade do Porto, que o contratou como assistente da disciplina de Hidráulica. Acumulou essa função com a de engenheiro civil na Administração dos Portos do Douro e Leixões. Mas logo no ano seguinte, em 1970, decide trocar de profissão e de cidade, encetando a sua carreira na banca. Ingressa no Banco da Agricultura, onde chegaria a administrador executivo, em 1974.
Com a Revolução dos Cravos, Jardim Gonçalves é forçado a abandonar o país. Fixa-se em Madrid, onde exerce funções directivas na Companhia de Gestão e Indústrias do Banco Popular Espanhol, de 1975 a 1976. É nessa altura que adere à Opus Dei, a instituição católica fundada por Josemaría Escrivá de Balaguer, à qual ainda hoje pertence, como membro supranumerário.
Regressou a Portugal em 1977, depois de ser nomeado para o Conselho de Gestão do Banco Português do Atlântico, a convite do então Ministro das Finanças, Henrique Medina Carreira, e na sequência também do apelo feito por Ramalho Eanes, então Presidente da República. Em 1979 é nomeado presidente do Conselho de Administração do Banco Português do Atlântico e do Banco Comercial de Macau.

### Fundação do Banco Comercial Português
Na década de 1980, envolve-se no projecto da criação de uma nova instituição bancária. Inicialmente designado Banco Comercial do Norte, o projeto foi liderado pelos empresários Américo Amorim, António Gonçalves e Macedo Silva e seria o embrião do Banco Comercial Português, constituído em 1985. Jardim Gonçalves foi presidente desse banco desde o seu início, assumindo, posteriormente, o controlo do BPA, em 1995, e do Banco Mello, da Companhia de Seguros Império e do Banco Pinto & Sotto Mayor, em 2000. Em 2003, era já o maior banco privado português, o BCP adoptou a marca Millenniumbcp, ao mesmo tempo que promovia uma revolução ao nível do Sistema Bancário Nacional e posicionando-o no top-level do que de melhor se fazia na atividade bancária, a nível mundial.
Jardim Gonçalves cessou funções no BCP em março de 2005, tendo-se mantido nas funções de presidente do Conselho Geral e de Supervisão e de presidente do Conselho Superior, até 2008. O cargo de presidente do Conselho de Administração foi assumido pelo seu antigo delfim na instituição, o jurista Paulo Teixeira Pinto. Em 2008 Jardim Gonçalves deixou de exercer qualquer cargo no BCP na sequência de um polémico conflito entre dois grupos de acionistas no seio do Conselho de Administração, que também levou à saída de Teixeira Pinto.

### Controvérsia
Em 2010 foi-lhe aplicada uma multa de um milhão de euros, pelo Banco de Portugal, devido a nove infracções com dolo e fica nove anos inibido do exercício de cargos em instituições de crédito.
As infracções pelas quais Jardim Gonçalves foi condenado foram contestadas pelo mesmo e pelo próprio Conselho de administração Executivo do Banco Comercial Português, que alegam que existiu na decisão tomada, precipitação e dolo ao mais alto nível por parte dos reguladores do sistema financeiro Português, o Banco de Portugal e a Comissão de Valores Monetários nas pessoas dos seus responsáveis, os senhores Vítor Constâncio e Carlos Tavares , uma vez que segundo o mesmo banco privado, não terá existido sequer por parte dos mencionados reguladores a realização de uma fase formal de investigação em conformidade com a Lei.

Facto este que está também em linha com o que Filipe Pinhal (antigo presidente do Banco Comercial Português) afirma no sentido de que as infracções referidas mais não fazem do que parte do esquema montado para a governamentalização do Banco Comercial Português por parte dos seus principais concorrentes CGD e BES, nas pessoas dos senhores Ricardo Salgado, Carlos Santos Ferreira, José Socrates, Joe Berardo, e através da consultora Heidrick & Struggles Nuno Vasconcellos, Ramon Bartolomé e Rafael Mora, da EDP António Mexia.

10 de Julho de 2010, Jardim Gonçalves escreve uma carta ao novo governador do Banco de Portugal, Carlos Costa, onde diz que a condenação de que foi alvo não foi devidamente apreciada. Jardim Gonçalves afirma que foi condenado sem que tivessem sido lidas as conclusões do processo.

17 de Julho de 2010, na sequência de pedido feito por Jardim Gonçalves junto da CMVM e do tribunal no sentido de afastar Carlos Tavares Presidente da CMVM do processo BCP, este decide retirar-se e não participar mais na decisão do processo de contraordenação BCP.
22 de Julho de 2010, Jardim Gonçalves, lamentou que o então presidente do banco, Santos Ferreira, não tenha conduzido uma defesa adequada da instituição, levando a que o tribunal de 1ª Instancia se tenha limitado a "carimbar" a decisão da CMVM.

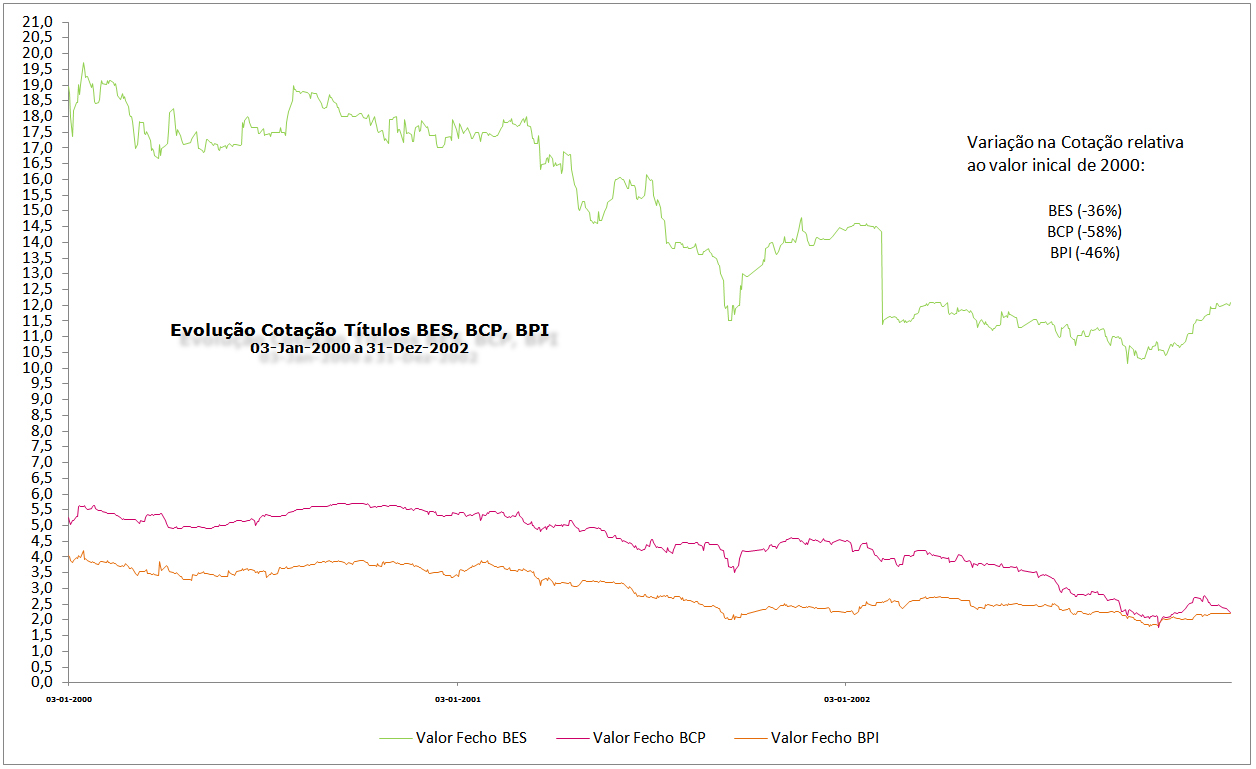
Evolução da Cotação dos Títulos BES, BCP e BPI Jan.2000 a Dez.2002

27 de Julho de 2010, Miguel Ferreira professor na Universidade Nova e perito em mercado de capitais, fez análise que integrou a documentação do processo entregue à juíza de instrução do processo, segundo o qual o relatório usado pela CMVM, para acusar os ex-administradores do BCP de manipulação de mercado, "contém uma série de erros que influenciaram as suas conclusões". A correcção destes erros no documento elaborado pela instituição de Carlos Tavares e que sustenta as acusações contra Jardim Gonçalves e outros quatro ex-administradores do BCP permitiria entender que as transacções das off-shores não tiveram um efeito significativo na liquidez nem no preço das acções do banco e que face a estes dados, se pode concluir que não houve manipulação de mercados, Miguel Ferreira,aponta ainda que no período em estudo, "o valor das acções do BCP caiu cerca de 60%, um valor superior ao registado nas outras instituições do sector e que é mais um sinal de que as operações com recurso a off-shore, a existirem, não influenciaram o mercado".
28 de Julho de 2010, Jardim Gonçalves reafirma a sua inocência em entrevista na SIC.
28 de Outubro de 2010, a administração do Banco Comercial Português (BCP) desmente Jardim Gonçalves ao assegurar que negociou com o fundador do banco a redução do valor das pensões de reforma, reafirmando que foi o único entre todos os ex-administradores que recusou a proposta.

### Renda mensal
Um outro motivo de controvérsia foi a sua reforma, que recebeu até Março de 2020 na ordem de 174 857,83 euros tendo também direito a quatro seguranças com dois automóveis em regime de exclusividade, custos de transporte em avião privado e cinco automóveis com dois motoristas. Estas benesses foram criticadas por vários sectores do BCP.
Em Março de 2020, numa decisão do Tribunal da Relação de Lisboa vai deixar de ter direito a receber dois terços da pensão de 175 mil euros mensais que recebia do banco. Jardim Gonçalves terá de devolver os montantes que recebeu desde 2008, altura em que houve ajustamentos salariais na comissão executiva.
O Tribunal da Relação dá assim razão ao BCP, que chegou a apresentar um recurso a uma decisão do Tribunal de Sintra. Em maio de 2018, este Tribunal deu luz verde ao pedido de Jardim Gonçalves para que o ex-banqueiro continuasse a receber uma pensão mensal milionária, com complementos de reforma e seguros.
A decisão do Tribunal da Relação de Lisboa consiste na anulação do complemento de reforma pago pela Seguradora Ocidental (dois terços, dos 175 mil euros que Jardim Gonçalves recebia) por exceder os limites da remuneração paga a administradores do BCP em atividade. Esta parcela equivaleu a 18 milhões de euros pagos ao ex-banqueiro desde 2008. Jorge Jardim Gonçalves fica, ainda, sem as regalias que tinha quando trabalhava no banco — com transportes, deslocações e segurança social.

### Crime de manipulação de mercado
Em maio de 2014, Jardim Gonçalves foi condenado a uma pena de dois anos de prisão, que fica suspensa mediante o pagamento de 600 mil euros por crime de manipulação de mercado. Foi ainda condenado a pena acessória da proibição de exercer cargos de administração ou direcção em empresas ou instituições financeiras durante quatro anos. Em fevereiro de 2015, o Tribunal da Relação de Lisboa rejeitou o recurso de Jardim Gonçalves mantendo a condenação da primeira instância.

## Condecorações
- Grã-Cruz da Ordem do Infante D. Henrique (9 de Junho de 2005)[23][1]
- Medalha de 3.ª Classe da Cruz de Guerra (? de ? de 196?)[24][25]
- Grande-Oficial da Ordem Pro Merito Melitensi da Ordem Soberana e Militar Hospitalária de São João de Jerusalém, de Rodes e de Malta (? de ? de 19??)
- Grande-Oficial da Ordem de Mérito da Polónia (? de ? de 19??)
- Grã-Cruz da Sagrada Ordem Militar Constantiniana de São Jorge das Duas Sicílias (? de ? de 19??)
- Comendador da Real Ordem Militar de Nossa Senhora da Conceição de Vila Viçosa de Portugal (? de ? de 19??)
- Comendador da Ordem do Mérito do Luxemburgo (? de ? de 19??)
- Comendador de Primeira Classe da Ordem Real da Estrela Polar da Suécia (? de ? de 19??)
- Cavaleiro da Ordem Equestre do Santo Sepulcro de Jerusalém do Vaticano ou da Santa Sé (? de ? de 19??)
- Cavaleiro-Comendador da Ordem Equestre do Santo Sepulcro de Jerusalém do Vaticano ou da Santa Sé (? de ? de 19??)
- Senhor Comendador da Ordem do Mérito Civil de Espanha (? de ? de 19??)
- Comendador da Ordem Nacional do Cruzeiro do Sul do Brasil (? de ? de 19??)
- Medalha Miró-Picasso da UNESCO (? de ? de 19??)

## Casamento e descendência
Casou em 1962 com Maria d'Assunção Almeida Osório de Vasconcelos (Porto, Foz do Douro, 17 de Abril de 1934 - 8 de Fevereiro de 2020), filha de Fernando Osório de Vasconcelos (1911 - 1997) e de sua mulher Albertina Augusta de Almeida (1906 - 1966), de quem tem duas filhas e três filhos:
- Maria Luísa Osório de Vasconcelos Jardim Gonçalves
- Jorge Alberto Osório de Vasconcelos Jardim Gonçalves
- Maria Sofia Osório de Vasconcelos Jardim Gonçalves (Luanda, 13 de Agosto de 1964), casada com João Afonso Calainho de Azevedo Teixeira Duarte (Lisboa, 14 de Maio de 1963), de quem tem 14 filhos.
- Filipe Manuel Osório de Vasconcelos Jardim Gonçalves
- Rodrigo José Osório de Vasconcelos Jardim Gonçalves